# Корн, Юхан Филипп
Юхан Филипп Корн  (швед. Johan Philip Korn; 30 августа 1727, Уддевалла, Гётеборг-Бохус — 29 марта 1796, Стокгольм) — шведский художник, пейзажист и декоратор. 
Будущий художник родился в Уддевалле, Швеция. Он был сыном Филиппа Людвига Корна (1698–1741) и Марии Эльфвинг (1708–1742). Учился живописи у Юхана Севенбома (1721—1784). 
Сначала работал как художник-декоратор, однако затем перешёл к пейзажной живописи. В 1777 году стал членом Шведской академии художеств. Одним из его учеников был Пер Хиллестрём, в дальнейшем президент академии.

## Галерея

Мельница у замка Экольсунд (англ.).
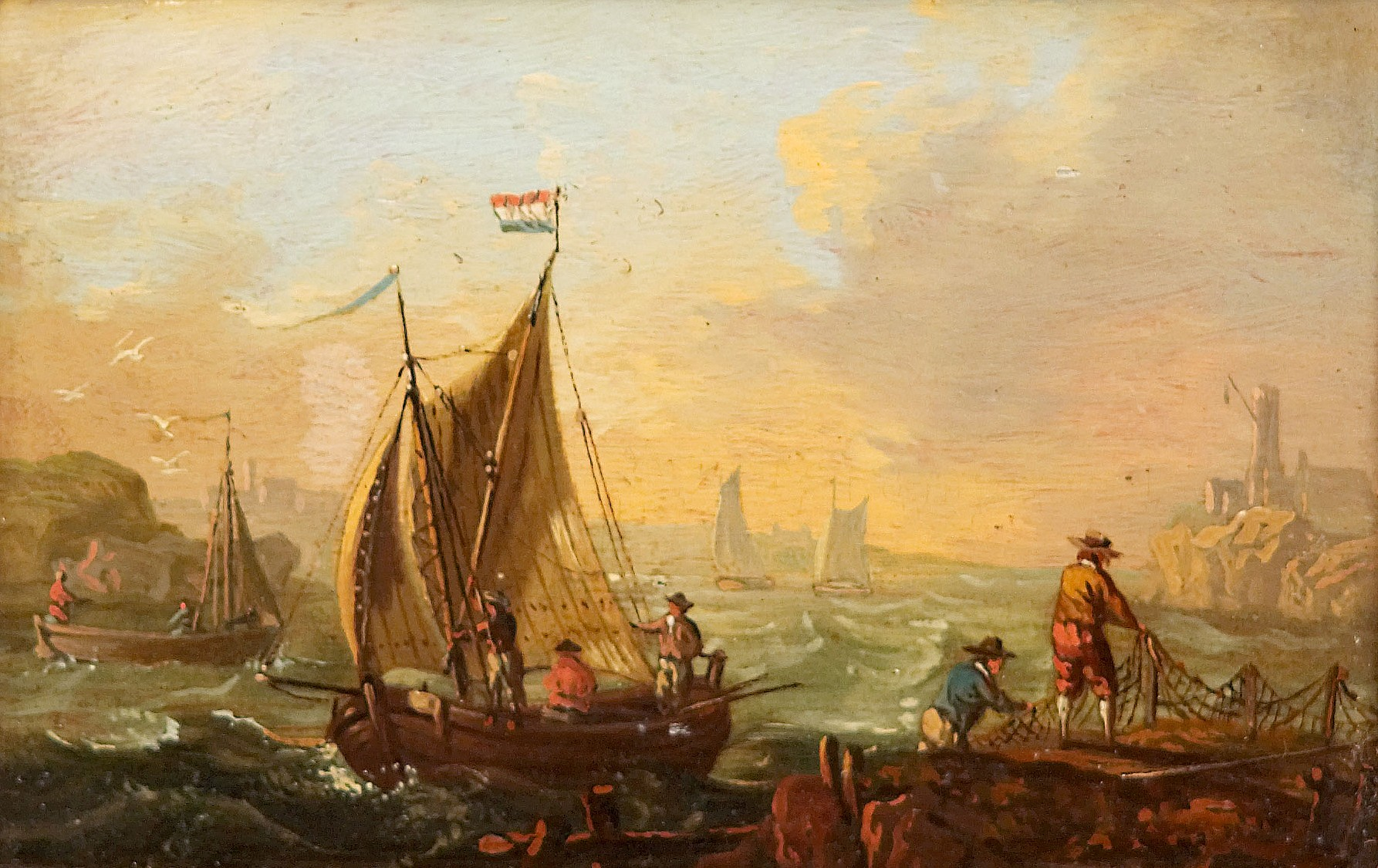
Рыбачьи лодки.
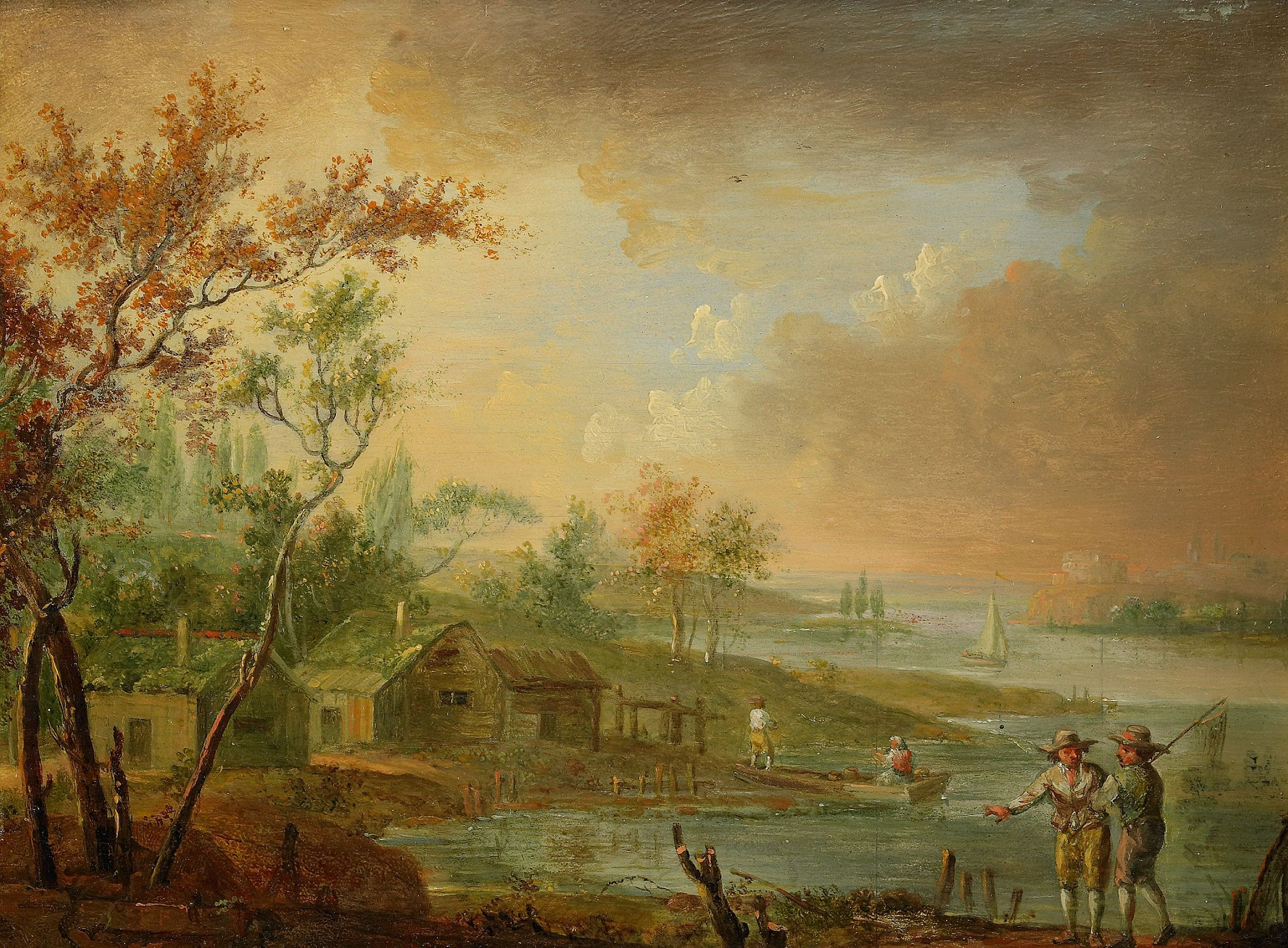
Прибрежный пейзаж с постройками и фигурами.
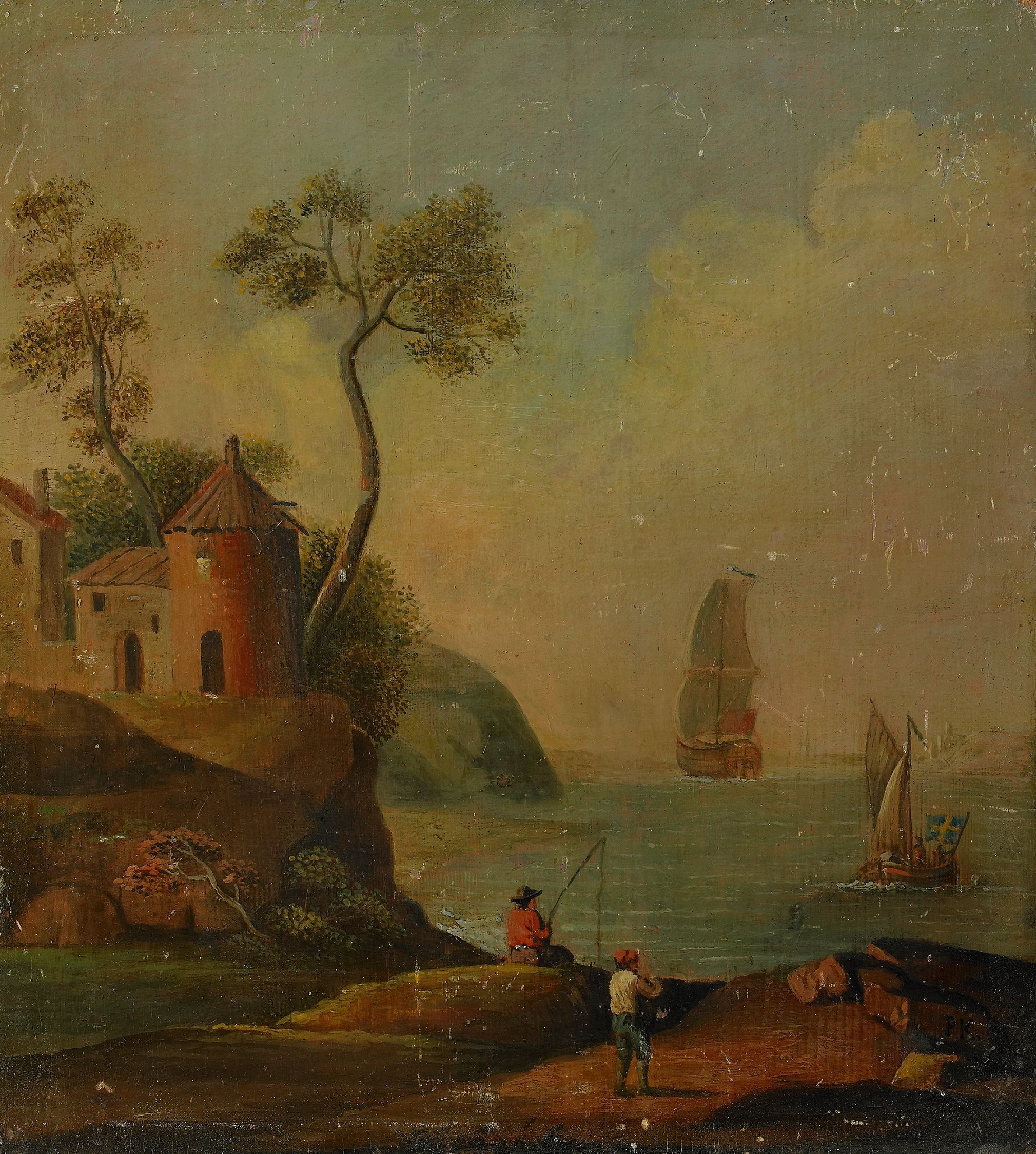
Пасторальный сельский пейзаж.